# Schack960
Den här artikeln använder algebraisk schacknotation för att beskriva schackdragen.
Schack960, även kallat Fischers slumpmässiga schack (på engelska Fischer Random Chess), Fischerschack eller Fischerandom, är en variant av schack som schackvärldsmästaren Bobby Fischer har uppfunnit. Benämningen schack 2.0 förekommer också på schackvarianten. Namnet syftar på att varianten kan betraktas som en vidareutveckling av det klassiska schackspelet. Frågan om vad man kallar varianten är inte riktigt avgjord. Världsschackförbundets namn på varianten när man infogat detta i sina spelregler valdes som Schack960 men samtidigt ska man veta att inget officiellt beslut tagits om att acceptera varianten som en bruklig form t.ex. genom att anordna mästerskap. Många vill inte kalla varianten för Fischer Random och då är beskrivningen Schack960 förklarlig. Framtiden får utvisa vilket namn som kommer anammas.  
Schack960 är avsett för två spelare, och har samma regler och slutspelsstrategier som vanligt schack. Den slumpmässigt valda startpositionen är det enda som skiljer varianterna åt, men likväl tillför den mycket variation i spelet. Utgångsställningen i vanligt schack kan också genereras, men detta inträffar mycket sällan och behandlas som ett specialfall.
Fischers avsikt med varianten var att eliminera öppningsteorins dominans, och ersätta den med kreativitet och talang. Som antyds av namnet är startpositionen slumpmässig och antalet möjliga startpositioner 960.

## Startposition
|   | a | b | c | d | e | f | g | h |   |
| 8 | a8 svart drottning · b8 svart springare · c8 svart löpare · d8 svart springare · e8 svart torn · f8 svart löpare · g8 svart kung · h8 svart torn · a7 svart bonde · b7 svart bonde · c7 svart bonde · d7 svart bonde · e7 svart bonde · f7 svart bonde · g7 svart bonde · h7 svart bonde · a2 vit bonde · b2 vit bonde · c2 vit bonde · d2 vit bonde · e2 vit bonde · f2 vit bonde · g2 vit bonde · h2 vit bonde · a1 vit drottning · b1 vit springare · c1 vit löpare · d1 vit springare · e1 vit torn · f1 vit löpare · g1 vit kung · h1 vit torn | a8 svart drottning · b8 svart springare · c8 svart löpare · d8 svart springare · e8 svart torn · f8 svart löpare · g8 svart kung · h8 svart torn · a7 svart bonde · b7 svart bonde · c7 svart bonde · d7 svart bonde · e7 svart bonde · f7 svart bonde · g7 svart bonde · h7 svart bonde · a2 vit bonde · b2 vit bonde · c2 vit bonde · d2 vit bonde · e2 vit bonde · f2 vit bonde · g2 vit bonde · h2 vit bonde · a1 vit drottning · b1 vit springare · c1 vit löpare · d1 vit springare · e1 vit torn · f1 vit löpare · g1 vit kung · h1 vit torn | a8 svart drottning · b8 svart springare · c8 svart löpare · d8 svart springare · e8 svart torn · f8 svart löpare · g8 svart kung · h8 svart torn · a7 svart bonde · b7 svart bonde · c7 svart bonde · d7 svart bonde · e7 svart bonde · f7 svart bonde · g7 svart bonde · h7 svart bonde · a2 vit bonde · b2 vit bonde · c2 vit bonde · d2 vit bonde · e2 vit bonde · f2 vit bonde · g2 vit bonde · h2 vit bonde · a1 vit drottning · b1 vit springare · c1 vit löpare · d1 vit springare · e1 vit torn · f1 vit löpare · g1 vit kung · h1 vit torn | a8 svart drottning · b8 svart springare · c8 svart löpare · d8 svart springare · e8 svart torn · f8 svart löpare · g8 svart kung · h8 svart torn · a7 svart bonde · b7 svart bonde · c7 svart bonde · d7 svart bonde · e7 svart bonde · f7 svart bonde · g7 svart bonde · h7 svart bonde · a2 vit bonde · b2 vit bonde · c2 vit bonde · d2 vit bonde · e2 vit bonde · f2 vit bonde · g2 vit bonde · h2 vit bonde · a1 vit drottning · b1 vit springare · c1 vit löpare · d1 vit springare · e1 vit torn · f1 vit löpare · g1 vit kung · h1 vit torn | a8 svart drottning · b8 svart springare · c8 svart löpare · d8 svart springare · e8 svart torn · f8 svart löpare · g8 svart kung · h8 svart torn · a7 svart bonde · b7 svart bonde · c7 svart bonde · d7 svart bonde · e7 svart bonde · f7 svart bonde · g7 svart bonde · h7 svart bonde · a2 vit bonde · b2 vit bonde · c2 vit bonde · d2 vit bonde · e2 vit bonde · f2 vit bonde · g2 vit bonde · h2 vit bonde · a1 vit drottning · b1 vit springare · c1 vit löpare · d1 vit springare · e1 vit torn · f1 vit löpare · g1 vit kung · h1 vit torn | a8 svart drottning · b8 svart springare · c8 svart löpare · d8 svart springare · e8 svart torn · f8 svart löpare · g8 svart kung · h8 svart torn · a7 svart bonde · b7 svart bonde · c7 svart bonde · d7 svart bonde · e7 svart bonde · f7 svart bonde · g7 svart bonde · h7 svart bonde · a2 vit bonde · b2 vit bonde · c2 vit bonde · d2 vit bonde · e2 vit bonde · f2 vit bonde · g2 vit bonde · h2 vit bonde · a1 vit drottning · b1 vit springare · c1 vit löpare · d1 vit springare · e1 vit torn · f1 vit löpare · g1 vit kung · h1 vit torn | a8 svart drottning · b8 svart springare · c8 svart löpare · d8 svart springare · e8 svart torn · f8 svart löpare · g8 svart kung · h8 svart torn · a7 svart bonde · b7 svart bonde · c7 svart bonde · d7 svart bonde · e7 svart bonde · f7 svart bonde · g7 svart bonde · h7 svart bonde · a2 vit bonde · b2 vit bonde · c2 vit bonde · d2 vit bonde · e2 vit bonde · f2 vit bonde · g2 vit bonde · h2 vit bonde · a1 vit drottning · b1 vit springare · c1 vit löpare · d1 vit springare · e1 vit torn · f1 vit löpare · g1 vit kung · h1 vit torn | a8 svart drottning · b8 svart springare · c8 svart löpare · d8 svart springare · e8 svart torn · f8 svart löpare · g8 svart kung · h8 svart torn · a7 svart bonde · b7 svart bonde · c7 svart bonde · d7 svart bonde · e7 svart bonde · f7 svart bonde · g7 svart bonde · h7 svart bonde · a2 vit bonde · b2 vit bonde · c2 vit bonde · d2 vit bonde · e2 vit bonde · f2 vit bonde · g2 vit bonde · h2 vit bonde · a1 vit drottning · b1 vit springare · c1 vit löpare · d1 vit springare · e1 vit torn · f1 vit löpare · g1 vit kung · h1 vit torn | 8 |
| 7 | a8 svart drottning · b8 svart springare · c8 svart löpare · d8 svart springare · e8 svart torn · f8 svart löpare · g8 svart kung · h8 svart torn · a7 svart bonde · b7 svart bonde · c7 svart bonde · d7 svart bonde · e7 svart bonde · f7 svart bonde · g7 svart bonde · h7 svart bonde · a2 vit bonde · b2 vit bonde · c2 vit bonde · d2 vit bonde · e2 vit bonde · f2 vit bonde · g2 vit bonde · h2 vit bonde · a1 vit drottning · b1 vit springare · c1 vit löpare · d1 vit springare · e1 vit torn · f1 vit löpare · g1 vit kung · h1 vit torn | a8 svart drottning · b8 svart springare · c8 svart löpare · d8 svart springare · e8 svart torn · f8 svart löpare · g8 svart kung · h8 svart torn · a7 svart bonde · b7 svart bonde · c7 svart bonde · d7 svart bonde · e7 svart bonde · f7 svart bonde · g7 svart bonde · h7 svart bonde · a2 vit bonde · b2 vit bonde · c2 vit bonde · d2 vit bonde · e2 vit bonde · f2 vit bonde · g2 vit bonde · h2 vit bonde · a1 vit drottning · b1 vit springare · c1 vit löpare · d1 vit springare · e1 vit torn · f1 vit löpare · g1 vit kung · h1 vit torn | a8 svart drottning · b8 svart springare · c8 svart löpare · d8 svart springare · e8 svart torn · f8 svart löpare · g8 svart kung · h8 svart torn · a7 svart bonde · b7 svart bonde · c7 svart bonde · d7 svart bonde · e7 svart bonde · f7 svart bonde · g7 svart bonde · h7 svart bonde · a2 vit bonde · b2 vit bonde · c2 vit bonde · d2 vit bonde · e2 vit bonde · f2 vit bonde · g2 vit bonde · h2 vit bonde · a1 vit drottning · b1 vit springare · c1 vit löpare · d1 vit springare · e1 vit torn · f1 vit löpare · g1 vit kung · h1 vit torn | a8 svart drottning · b8 svart springare · c8 svart löpare · d8 svart springare · e8 svart torn · f8 svart löpare · g8 svart kung · h8 svart torn · a7 svart bonde · b7 svart bonde · c7 svart bonde · d7 svart bonde · e7 svart bonde · f7 svart bonde · g7 svart bonde · h7 svart bonde · a2 vit bonde · b2 vit bonde · c2 vit bonde · d2 vit bonde · e2 vit bonde · f2 vit bonde · g2 vit bonde · h2 vit bonde · a1 vit drottning · b1 vit springare · c1 vit löpare · d1 vit springare · e1 vit torn · f1 vit löpare · g1 vit kung · h1 vit torn | a8 svart drottning · b8 svart springare · c8 svart löpare · d8 svart springare · e8 svart torn · f8 svart löpare · g8 svart kung · h8 svart torn · a7 svart bonde · b7 svart bonde · c7 svart bonde · d7 svart bonde · e7 svart bonde · f7 svart bonde · g7 svart bonde · h7 svart bonde · a2 vit bonde · b2 vit bonde · c2 vit bonde · d2 vit bonde · e2 vit bonde · f2 vit bonde · g2 vit bonde · h2 vit bonde · a1 vit drottning · b1 vit springare · c1 vit löpare · d1 vit springare · e1 vit torn · f1 vit löpare · g1 vit kung · h1 vit torn | a8 svart drottning · b8 svart springare · c8 svart löpare · d8 svart springare · e8 svart torn · f8 svart löpare · g8 svart kung · h8 svart torn · a7 svart bonde · b7 svart bonde · c7 svart bonde · d7 svart bonde · e7 svart bonde · f7 svart bonde · g7 svart bonde · h7 svart bonde · a2 vit bonde · b2 vit bonde · c2 vit bonde · d2 vit bonde · e2 vit bonde · f2 vit bonde · g2 vit bonde · h2 vit bonde · a1 vit drottning · b1 vit springare · c1 vit löpare · d1 vit springare · e1 vit torn · f1 vit löpare · g1 vit kung · h1 vit torn | a8 svart drottning · b8 svart springare · c8 svart löpare · d8 svart springare · e8 svart torn · f8 svart löpare · g8 svart kung · h8 svart torn · a7 svart bonde · b7 svart bonde · c7 svart bonde · d7 svart bonde · e7 svart bonde · f7 svart bonde · g7 svart bonde · h7 svart bonde · a2 vit bonde · b2 vit bonde · c2 vit bonde · d2 vit bonde · e2 vit bonde · f2 vit bonde · g2 vit bonde · h2 vit bonde · a1 vit drottning · b1 vit springare · c1 vit löpare · d1 vit springare · e1 vit torn · f1 vit löpare · g1 vit kung · h1 vit torn | a8 svart drottning · b8 svart springare · c8 svart löpare · d8 svart springare · e8 svart torn · f8 svart löpare · g8 svart kung · h8 svart torn · a7 svart bonde · b7 svart bonde · c7 svart bonde · d7 svart bonde · e7 svart bonde · f7 svart bonde · g7 svart bonde · h7 svart bonde · a2 vit bonde · b2 vit bonde · c2 vit bonde · d2 vit bonde · e2 vit bonde · f2 vit bonde · g2 vit bonde · h2 vit bonde · a1 vit drottning · b1 vit springare · c1 vit löpare · d1 vit springare · e1 vit torn · f1 vit löpare · g1 vit kung · h1 vit torn | 7 |
| 6 | a8 svart drottning · b8 svart springare · c8 svart löpare · d8 svart springare · e8 svart torn · f8 svart löpare · g8 svart kung · h8 svart torn · a7 svart bonde · b7 svart bonde · c7 svart bonde · d7 svart bonde · e7 svart bonde · f7 svart bonde · g7 svart bonde · h7 svart bonde · a2 vit bonde · b2 vit bonde · c2 vit bonde · d2 vit bonde · e2 vit bonde · f2 vit bonde · g2 vit bonde · h2 vit bonde · a1 vit drottning · b1 vit springare · c1 vit löpare · d1 vit springare · e1 vit torn · f1 vit löpare · g1 vit kung · h1 vit torn | a8 svart drottning · b8 svart springare · c8 svart löpare · d8 svart springare · e8 svart torn · f8 svart löpare · g8 svart kung · h8 svart torn · a7 svart bonde · b7 svart bonde · c7 svart bonde · d7 svart bonde · e7 svart bonde · f7 svart bonde · g7 svart bonde · h7 svart bonde · a2 vit bonde · b2 vit bonde · c2 vit bonde · d2 vit bonde · e2 vit bonde · f2 vit bonde · g2 vit bonde · h2 vit bonde · a1 vit drottning · b1 vit springare · c1 vit löpare · d1 vit springare · e1 vit torn · f1 vit löpare · g1 vit kung · h1 vit torn | a8 svart drottning · b8 svart springare · c8 svart löpare · d8 svart springare · e8 svart torn · f8 svart löpare · g8 svart kung · h8 svart torn · a7 svart bonde · b7 svart bonde · c7 svart bonde · d7 svart bonde · e7 svart bonde · f7 svart bonde · g7 svart bonde · h7 svart bonde · a2 vit bonde · b2 vit bonde · c2 vit bonde · d2 vit bonde · e2 vit bonde · f2 vit bonde · g2 vit bonde · h2 vit bonde · a1 vit drottning · b1 vit springare · c1 vit löpare · d1 vit springare · e1 vit torn · f1 vit löpare · g1 vit kung · h1 vit torn | a8 svart drottning · b8 svart springare · c8 svart löpare · d8 svart springare · e8 svart torn · f8 svart löpare · g8 svart kung · h8 svart torn · a7 svart bonde · b7 svart bonde · c7 svart bonde · d7 svart bonde · e7 svart bonde · f7 svart bonde · g7 svart bonde · h7 svart bonde · a2 vit bonde · b2 vit bonde · c2 vit bonde · d2 vit bonde · e2 vit bonde · f2 vit bonde · g2 vit bonde · h2 vit bonde · a1 vit drottning · b1 vit springare · c1 vit löpare · d1 vit springare · e1 vit torn · f1 vit löpare · g1 vit kung · h1 vit torn | a8 svart drottning · b8 svart springare · c8 svart löpare · d8 svart springare · e8 svart torn · f8 svart löpare · g8 svart kung · h8 svart torn · a7 svart bonde · b7 svart bonde · c7 svart bonde · d7 svart bonde · e7 svart bonde · f7 svart bonde · g7 svart bonde · h7 svart bonde · a2 vit bonde · b2 vit bonde · c2 vit bonde · d2 vit bonde · e2 vit bonde · f2 vit bonde · g2 vit bonde · h2 vit bonde · a1 vit drottning · b1 vit springare · c1 vit löpare · d1 vit springare · e1 vit torn · f1 vit löpare · g1 vit kung · h1 vit torn | a8 svart drottning · b8 svart springare · c8 svart löpare · d8 svart springare · e8 svart torn · f8 svart löpare · g8 svart kung · h8 svart torn · a7 svart bonde · b7 svart bonde · c7 svart bonde · d7 svart bonde · e7 svart bonde · f7 svart bonde · g7 svart bonde · h7 svart bonde · a2 vit bonde · b2 vit bonde · c2 vit bonde · d2 vit bonde · e2 vit bonde · f2 vit bonde · g2 vit bonde · h2 vit bonde · a1 vit drottning · b1 vit springare · c1 vit löpare · d1 vit springare · e1 vit torn · f1 vit löpare · g1 vit kung · h1 vit torn | a8 svart drottning · b8 svart springare · c8 svart löpare · d8 svart springare · e8 svart torn · f8 svart löpare · g8 svart kung · h8 svart torn · a7 svart bonde · b7 svart bonde · c7 svart bonde · d7 svart bonde · e7 svart bonde · f7 svart bonde · g7 svart bonde · h7 svart bonde · a2 vit bonde · b2 vit bonde · c2 vit bonde · d2 vit bonde · e2 vit bonde · f2 vit bonde · g2 vit bonde · h2 vit bonde · a1 vit drottning · b1 vit springare · c1 vit löpare · d1 vit springare · e1 vit torn · f1 vit löpare · g1 vit kung · h1 vit torn | a8 svart drottning · b8 svart springare · c8 svart löpare · d8 svart springare · e8 svart torn · f8 svart löpare · g8 svart kung · h8 svart torn · a7 svart bonde · b7 svart bonde · c7 svart bonde · d7 svart bonde · e7 svart bonde · f7 svart bonde · g7 svart bonde · h7 svart bonde · a2 vit bonde · b2 vit bonde · c2 vit bonde · d2 vit bonde · e2 vit bonde · f2 vit bonde · g2 vit bonde · h2 vit bonde · a1 vit drottning · b1 vit springare · c1 vit löpare · d1 vit springare · e1 vit torn · f1 vit löpare · g1 vit kung · h1 vit torn | 6 |
| 5 | a8 svart drottning · b8 svart springare · c8 svart löpare · d8 svart springare · e8 svart torn · f8 svart löpare · g8 svart kung · h8 svart torn · a7 svart bonde · b7 svart bonde · c7 svart bonde · d7 svart bonde · e7 svart bonde · f7 svart bonde · g7 svart bonde · h7 svart bonde · a2 vit bonde · b2 vit bonde · c2 vit bonde · d2 vit bonde · e2 vit bonde · f2 vit bonde · g2 vit bonde · h2 vit bonde · a1 vit drottning · b1 vit springare · c1 vit löpare · d1 vit springare · e1 vit torn · f1 vit löpare · g1 vit kung · h1 vit torn | a8 svart drottning · b8 svart springare · c8 svart löpare · d8 svart springare · e8 svart torn · f8 svart löpare · g8 svart kung · h8 svart torn · a7 svart bonde · b7 svart bonde · c7 svart bonde · d7 svart bonde · e7 svart bonde · f7 svart bonde · g7 svart bonde · h7 svart bonde · a2 vit bonde · b2 vit bonde · c2 vit bonde · d2 vit bonde · e2 vit bonde · f2 vit bonde · g2 vit bonde · h2 vit bonde · a1 vit drottning · b1 vit springare · c1 vit löpare · d1 vit springare · e1 vit torn · f1 vit löpare · g1 vit kung · h1 vit torn | a8 svart drottning · b8 svart springare · c8 svart löpare · d8 svart springare · e8 svart torn · f8 svart löpare · g8 svart kung · h8 svart torn · a7 svart bonde · b7 svart bonde · c7 svart bonde · d7 svart bonde · e7 svart bonde · f7 svart bonde · g7 svart bonde · h7 svart bonde · a2 vit bonde · b2 vit bonde · c2 vit bonde · d2 vit bonde · e2 vit bonde · f2 vit bonde · g2 vit bonde · h2 vit bonde · a1 vit drottning · b1 vit springare · c1 vit löpare · d1 vit springare · e1 vit torn · f1 vit löpare · g1 vit kung · h1 vit torn | a8 svart drottning · b8 svart springare · c8 svart löpare · d8 svart springare · e8 svart torn · f8 svart löpare · g8 svart kung · h8 svart torn · a7 svart bonde · b7 svart bonde · c7 svart bonde · d7 svart bonde · e7 svart bonde · f7 svart bonde · g7 svart bonde · h7 svart bonde · a2 vit bonde · b2 vit bonde · c2 vit bonde · d2 vit bonde · e2 vit bonde · f2 vit bonde · g2 vit bonde · h2 vit bonde · a1 vit drottning · b1 vit springare · c1 vit löpare · d1 vit springare · e1 vit torn · f1 vit löpare · g1 vit kung · h1 vit torn | a8 svart drottning · b8 svart springare · c8 svart löpare · d8 svart springare · e8 svart torn · f8 svart löpare · g8 svart kung · h8 svart torn · a7 svart bonde · b7 svart bonde · c7 svart bonde · d7 svart bonde · e7 svart bonde · f7 svart bonde · g7 svart bonde · h7 svart bonde · a2 vit bonde · b2 vit bonde · c2 vit bonde · d2 vit bonde · e2 vit bonde · f2 vit bonde · g2 vit bonde · h2 vit bonde · a1 vit drottning · b1 vit springare · c1 vit löpare · d1 vit springare · e1 vit torn · f1 vit löpare · g1 vit kung · h1 vit torn | a8 svart drottning · b8 svart springare · c8 svart löpare · d8 svart springare · e8 svart torn · f8 svart löpare · g8 svart kung · h8 svart torn · a7 svart bonde · b7 svart bonde · c7 svart bonde · d7 svart bonde · e7 svart bonde · f7 svart bonde · g7 svart bonde · h7 svart bonde · a2 vit bonde · b2 vit bonde · c2 vit bonde · d2 vit bonde · e2 vit bonde · f2 vit bonde · g2 vit bonde · h2 vit bonde · a1 vit drottning · b1 vit springare · c1 vit löpare · d1 vit springare · e1 vit torn · f1 vit löpare · g1 vit kung · h1 vit torn | a8 svart drottning · b8 svart springare · c8 svart löpare · d8 svart springare · e8 svart torn · f8 svart löpare · g8 svart kung · h8 svart torn · a7 svart bonde · b7 svart bonde · c7 svart bonde · d7 svart bonde · e7 svart bonde · f7 svart bonde · g7 svart bonde · h7 svart bonde · a2 vit bonde · b2 vit bonde · c2 vit bonde · d2 vit bonde · e2 vit bonde · f2 vit bonde · g2 vit bonde · h2 vit bonde · a1 vit drottning · b1 vit springare · c1 vit löpare · d1 vit springare · e1 vit torn · f1 vit löpare · g1 vit kung · h1 vit torn | a8 svart drottning · b8 svart springare · c8 svart löpare · d8 svart springare · e8 svart torn · f8 svart löpare · g8 svart kung · h8 svart torn · a7 svart bonde · b7 svart bonde · c7 svart bonde · d7 svart bonde · e7 svart bonde · f7 svart bonde · g7 svart bonde · h7 svart bonde · a2 vit bonde · b2 vit bonde · c2 vit bonde · d2 vit bonde · e2 vit bonde · f2 vit bonde · g2 vit bonde · h2 vit bonde · a1 vit drottning · b1 vit springare · c1 vit löpare · d1 vit springare · e1 vit torn · f1 vit löpare · g1 vit kung · h1 vit torn | 5 |
| 4 | a8 svart drottning · b8 svart springare · c8 svart löpare · d8 svart springare · e8 svart torn · f8 svart löpare · g8 svart kung · h8 svart torn · a7 svart bonde · b7 svart bonde · c7 svart bonde · d7 svart bonde · e7 svart bonde · f7 svart bonde · g7 svart bonde · h7 svart bonde · a2 vit bonde · b2 vit bonde · c2 vit bonde · d2 vit bonde · e2 vit bonde · f2 vit bonde · g2 vit bonde · h2 vit bonde · a1 vit drottning · b1 vit springare · c1 vit löpare · d1 vit springare · e1 vit torn · f1 vit löpare · g1 vit kung · h1 vit torn | a8 svart drottning · b8 svart springare · c8 svart löpare · d8 svart springare · e8 svart torn · f8 svart löpare · g8 svart kung · h8 svart torn · a7 svart bonde · b7 svart bonde · c7 svart bonde · d7 svart bonde · e7 svart bonde · f7 svart bonde · g7 svart bonde · h7 svart bonde · a2 vit bonde · b2 vit bonde · c2 vit bonde · d2 vit bonde · e2 vit bonde · f2 vit bonde · g2 vit bonde · h2 vit bonde · a1 vit drottning · b1 vit springare · c1 vit löpare · d1 vit springare · e1 vit torn · f1 vit löpare · g1 vit kung · h1 vit torn | a8 svart drottning · b8 svart springare · c8 svart löpare · d8 svart springare · e8 svart torn · f8 svart löpare · g8 svart kung · h8 svart torn · a7 svart bonde · b7 svart bonde · c7 svart bonde · d7 svart bonde · e7 svart bonde · f7 svart bonde · g7 svart bonde · h7 svart bonde · a2 vit bonde · b2 vit bonde · c2 vit bonde · d2 vit bonde · e2 vit bonde · f2 vit bonde · g2 vit bonde · h2 vit bonde · a1 vit drottning · b1 vit springare · c1 vit löpare · d1 vit springare · e1 vit torn · f1 vit löpare · g1 vit kung · h1 vit torn | a8 svart drottning · b8 svart springare · c8 svart löpare · d8 svart springare · e8 svart torn · f8 svart löpare · g8 svart kung · h8 svart torn · a7 svart bonde · b7 svart bonde · c7 svart bonde · d7 svart bonde · e7 svart bonde · f7 svart bonde · g7 svart bonde · h7 svart bonde · a2 vit bonde · b2 vit bonde · c2 vit bonde · d2 vit bonde · e2 vit bonde · f2 vit bonde · g2 vit bonde · h2 vit bonde · a1 vit drottning · b1 vit springare · c1 vit löpare · d1 vit springare · e1 vit torn · f1 vit löpare · g1 vit kung · h1 vit torn | a8 svart drottning · b8 svart springare · c8 svart löpare · d8 svart springare · e8 svart torn · f8 svart löpare · g8 svart kung · h8 svart torn · a7 svart bonde · b7 svart bonde · c7 svart bonde · d7 svart bonde · e7 svart bonde · f7 svart bonde · g7 svart bonde · h7 svart bonde · a2 vit bonde · b2 vit bonde · c2 vit bonde · d2 vit bonde · e2 vit bonde · f2 vit bonde · g2 vit bonde · h2 vit bonde · a1 vit drottning · b1 vit springare · c1 vit löpare · d1 vit springare · e1 vit torn · f1 vit löpare · g1 vit kung · h1 vit torn | a8 svart drottning · b8 svart springare · c8 svart löpare · d8 svart springare · e8 svart torn · f8 svart löpare · g8 svart kung · h8 svart torn · a7 svart bonde · b7 svart bonde · c7 svart bonde · d7 svart bonde · e7 svart bonde · f7 svart bonde · g7 svart bonde · h7 svart bonde · a2 vit bonde · b2 vit bonde · c2 vit bonde · d2 vit bonde · e2 vit bonde · f2 vit bonde · g2 vit bonde · h2 vit bonde · a1 vit drottning · b1 vit springare · c1 vit löpare · d1 vit springare · e1 vit torn · f1 vit löpare · g1 vit kung · h1 vit torn | a8 svart drottning · b8 svart springare · c8 svart löpare · d8 svart springare · e8 svart torn · f8 svart löpare · g8 svart kung · h8 svart torn · a7 svart bonde · b7 svart bonde · c7 svart bonde · d7 svart bonde · e7 svart bonde · f7 svart bonde · g7 svart bonde · h7 svart bonde · a2 vit bonde · b2 vit bonde · c2 vit bonde · d2 vit bonde · e2 vit bonde · f2 vit bonde · g2 vit bonde · h2 vit bonde · a1 vit drottning · b1 vit springare · c1 vit löpare · d1 vit springare · e1 vit torn · f1 vit löpare · g1 vit kung · h1 vit torn | a8 svart drottning · b8 svart springare · c8 svart löpare · d8 svart springare · e8 svart torn · f8 svart löpare · g8 svart kung · h8 svart torn · a7 svart bonde · b7 svart bonde · c7 svart bonde · d7 svart bonde · e7 svart bonde · f7 svart bonde · g7 svart bonde · h7 svart bonde · a2 vit bonde · b2 vit bonde · c2 vit bonde · d2 vit bonde · e2 vit bonde · f2 vit bonde · g2 vit bonde · h2 vit bonde · a1 vit drottning · b1 vit springare · c1 vit löpare · d1 vit springare · e1 vit torn · f1 vit löpare · g1 vit kung · h1 vit torn | 4 |
| 3 | a8 svart drottning · b8 svart springare · c8 svart löpare · d8 svart springare · e8 svart torn · f8 svart löpare · g8 svart kung · h8 svart torn · a7 svart bonde · b7 svart bonde · c7 svart bonde · d7 svart bonde · e7 svart bonde · f7 svart bonde · g7 svart bonde · h7 svart bonde · a2 vit bonde · b2 vit bonde · c2 vit bonde · d2 vit bonde · e2 vit bonde · f2 vit bonde · g2 vit bonde · h2 vit bonde · a1 vit drottning · b1 vit springare · c1 vit löpare · d1 vit springare · e1 vit torn · f1 vit löpare · g1 vit kung · h1 vit torn | a8 svart drottning · b8 svart springare · c8 svart löpare · d8 svart springare · e8 svart torn · f8 svart löpare · g8 svart kung · h8 svart torn · a7 svart bonde · b7 svart bonde · c7 svart bonde · d7 svart bonde · e7 svart bonde · f7 svart bonde · g7 svart bonde · h7 svart bonde · a2 vit bonde · b2 vit bonde · c2 vit bonde · d2 vit bonde · e2 vit bonde · f2 vit bonde · g2 vit bonde · h2 vit bonde · a1 vit drottning · b1 vit springare · c1 vit löpare · d1 vit springare · e1 vit torn · f1 vit löpare · g1 vit kung · h1 vit torn | a8 svart drottning · b8 svart springare · c8 svart löpare · d8 svart springare · e8 svart torn · f8 svart löpare · g8 svart kung · h8 svart torn · a7 svart bonde · b7 svart bonde · c7 svart bonde · d7 svart bonde · e7 svart bonde · f7 svart bonde · g7 svart bonde · h7 svart bonde · a2 vit bonde · b2 vit bonde · c2 vit bonde · d2 vit bonde · e2 vit bonde · f2 vit bonde · g2 vit bonde · h2 vit bonde · a1 vit drottning · b1 vit springare · c1 vit löpare · d1 vit springare · e1 vit torn · f1 vit löpare · g1 vit kung · h1 vit torn | a8 svart drottning · b8 svart springare · c8 svart löpare · d8 svart springare · e8 svart torn · f8 svart löpare · g8 svart kung · h8 svart torn · a7 svart bonde · b7 svart bonde · c7 svart bonde · d7 svart bonde · e7 svart bonde · f7 svart bonde · g7 svart bonde · h7 svart bonde · a2 vit bonde · b2 vit bonde · c2 vit bonde · d2 vit bonde · e2 vit bonde · f2 vit bonde · g2 vit bonde · h2 vit bonde · a1 vit drottning · b1 vit springare · c1 vit löpare · d1 vit springare · e1 vit torn · f1 vit löpare · g1 vit kung · h1 vit torn | a8 svart drottning · b8 svart springare · c8 svart löpare · d8 svart springare · e8 svart torn · f8 svart löpare · g8 svart kung · h8 svart torn · a7 svart bonde · b7 svart bonde · c7 svart bonde · d7 svart bonde · e7 svart bonde · f7 svart bonde · g7 svart bonde · h7 svart bonde · a2 vit bonde · b2 vit bonde · c2 vit bonde · d2 vit bonde · e2 vit bonde · f2 vit bonde · g2 vit bonde · h2 vit bonde · a1 vit drottning · b1 vit springare · c1 vit löpare · d1 vit springare · e1 vit torn · f1 vit löpare · g1 vit kung · h1 vit torn | a8 svart drottning · b8 svart springare · c8 svart löpare · d8 svart springare · e8 svart torn · f8 svart löpare · g8 svart kung · h8 svart torn · a7 svart bonde · b7 svart bonde · c7 svart bonde · d7 svart bonde · e7 svart bonde · f7 svart bonde · g7 svart bonde · h7 svart bonde · a2 vit bonde · b2 vit bonde · c2 vit bonde · d2 vit bonde · e2 vit bonde · f2 vit bonde · g2 vit bonde · h2 vit bonde · a1 vit drottning · b1 vit springare · c1 vit löpare · d1 vit springare · e1 vit torn · f1 vit löpare · g1 vit kung · h1 vit torn | a8 svart drottning · b8 svart springare · c8 svart löpare · d8 svart springare · e8 svart torn · f8 svart löpare · g8 svart kung · h8 svart torn · a7 svart bonde · b7 svart bonde · c7 svart bonde · d7 svart bonde · e7 svart bonde · f7 svart bonde · g7 svart bonde · h7 svart bonde · a2 vit bonde · b2 vit bonde · c2 vit bonde · d2 vit bonde · e2 vit bonde · f2 vit bonde · g2 vit bonde · h2 vit bonde · a1 vit drottning · b1 vit springare · c1 vit löpare · d1 vit springare · e1 vit torn · f1 vit löpare · g1 vit kung · h1 vit torn | a8 svart drottning · b8 svart springare · c8 svart löpare · d8 svart springare · e8 svart torn · f8 svart löpare · g8 svart kung · h8 svart torn · a7 svart bonde · b7 svart bonde · c7 svart bonde · d7 svart bonde · e7 svart bonde · f7 svart bonde · g7 svart bonde · h7 svart bonde · a2 vit bonde · b2 vit bonde · c2 vit bonde · d2 vit bonde · e2 vit bonde · f2 vit bonde · g2 vit bonde · h2 vit bonde · a1 vit drottning · b1 vit springare · c1 vit löpare · d1 vit springare · e1 vit torn · f1 vit löpare · g1 vit kung · h1 vit torn | 3 |
| 2 | a8 svart drottning · b8 svart springare · c8 svart löpare · d8 svart springare · e8 svart torn · f8 svart löpare · g8 svart kung · h8 svart torn · a7 svart bonde · b7 svart bonde · c7 svart bonde · d7 svart bonde · e7 svart bonde · f7 svart bonde · g7 svart bonde · h7 svart bonde · a2 vit bonde · b2 vit bonde · c2 vit bonde · d2 vit bonde · e2 vit bonde · f2 vit bonde · g2 vit bonde · h2 vit bonde · a1 vit drottning · b1 vit springare · c1 vit löpare · d1 vit springare · e1 vit torn · f1 vit löpare · g1 vit kung · h1 vit torn | a8 svart drottning · b8 svart springare · c8 svart löpare · d8 svart springare · e8 svart torn · f8 svart löpare · g8 svart kung · h8 svart torn · a7 svart bonde · b7 svart bonde · c7 svart bonde · d7 svart bonde · e7 svart bonde · f7 svart bonde · g7 svart bonde · h7 svart bonde · a2 vit bonde · b2 vit bonde · c2 vit bonde · d2 vit bonde · e2 vit bonde · f2 vit bonde · g2 vit bonde · h2 vit bonde · a1 vit drottning · b1 vit springare · c1 vit löpare · d1 vit springare · e1 vit torn · f1 vit löpare · g1 vit kung · h1 vit torn | a8 svart drottning · b8 svart springare · c8 svart löpare · d8 svart springare · e8 svart torn · f8 svart löpare · g8 svart kung · h8 svart torn · a7 svart bonde · b7 svart bonde · c7 svart bonde · d7 svart bonde · e7 svart bonde · f7 svart bonde · g7 svart bonde · h7 svart bonde · a2 vit bonde · b2 vit bonde · c2 vit bonde · d2 vit bonde · e2 vit bonde · f2 vit bonde · g2 vit bonde · h2 vit bonde · a1 vit drottning · b1 vit springare · c1 vit löpare · d1 vit springare · e1 vit torn · f1 vit löpare · g1 vit kung · h1 vit torn | a8 svart drottning · b8 svart springare · c8 svart löpare · d8 svart springare · e8 svart torn · f8 svart löpare · g8 svart kung · h8 svart torn · a7 svart bonde · b7 svart bonde · c7 svart bonde · d7 svart bonde · e7 svart bonde · f7 svart bonde · g7 svart bonde · h7 svart bonde · a2 vit bonde · b2 vit bonde · c2 vit bonde · d2 vit bonde · e2 vit bonde · f2 vit bonde · g2 vit bonde · h2 vit bonde · a1 vit drottning · b1 vit springare · c1 vit löpare · d1 vit springare · e1 vit torn · f1 vit löpare · g1 vit kung · h1 vit torn | a8 svart drottning · b8 svart springare · c8 svart löpare · d8 svart springare · e8 svart torn · f8 svart löpare · g8 svart kung · h8 svart torn · a7 svart bonde · b7 svart bonde · c7 svart bonde · d7 svart bonde · e7 svart bonde · f7 svart bonde · g7 svart bonde · h7 svart bonde · a2 vit bonde · b2 vit bonde · c2 vit bonde · d2 vit bonde · e2 vit bonde · f2 vit bonde · g2 vit bonde · h2 vit bonde · a1 vit drottning · b1 vit springare · c1 vit löpare · d1 vit springare · e1 vit torn · f1 vit löpare · g1 vit kung · h1 vit torn | a8 svart drottning · b8 svart springare · c8 svart löpare · d8 svart springare · e8 svart torn · f8 svart löpare · g8 svart kung · h8 svart torn · a7 svart bonde · b7 svart bonde · c7 svart bonde · d7 svart bonde · e7 svart bonde · f7 svart bonde · g7 svart bonde · h7 svart bonde · a2 vit bonde · b2 vit bonde · c2 vit bonde · d2 vit bonde · e2 vit bonde · f2 vit bonde · g2 vit bonde · h2 vit bonde · a1 vit drottning · b1 vit springare · c1 vit löpare · d1 vit springare · e1 vit torn · f1 vit löpare · g1 vit kung · h1 vit torn | a8 svart drottning · b8 svart springare · c8 svart löpare · d8 svart springare · e8 svart torn · f8 svart löpare · g8 svart kung · h8 svart torn · a7 svart bonde · b7 svart bonde · c7 svart bonde · d7 svart bonde · e7 svart bonde · f7 svart bonde · g7 svart bonde · h7 svart bonde · a2 vit bonde · b2 vit bonde · c2 vit bonde · d2 vit bonde · e2 vit bonde · f2 vit bonde · g2 vit bonde · h2 vit bonde · a1 vit drottning · b1 vit springare · c1 vit löpare · d1 vit springare · e1 vit torn · f1 vit löpare · g1 vit kung · h1 vit torn | a8 svart drottning · b8 svart springare · c8 svart löpare · d8 svart springare · e8 svart torn · f8 svart löpare · g8 svart kung · h8 svart torn · a7 svart bonde · b7 svart bonde · c7 svart bonde · d7 svart bonde · e7 svart bonde · f7 svart bonde · g7 svart bonde · h7 svart bonde · a2 vit bonde · b2 vit bonde · c2 vit bonde · d2 vit bonde · e2 vit bonde · f2 vit bonde · g2 vit bonde · h2 vit bonde · a1 vit drottning · b1 vit springare · c1 vit löpare · d1 vit springare · e1 vit torn · f1 vit löpare · g1 vit kung · h1 vit torn | 2 |
| 1 | a8 svart drottning · b8 svart springare · c8 svart löpare · d8 svart springare · e8 svart torn · f8 svart löpare · g8 svart kung · h8 svart torn · a7 svart bonde · b7 svart bonde · c7 svart bonde · d7 svart bonde · e7 svart bonde · f7 svart bonde · g7 svart bonde · h7 svart bonde · a2 vit bonde · b2 vit bonde · c2 vit bonde · d2 vit bonde · e2 vit bonde · f2 vit bonde · g2 vit bonde · h2 vit bonde · a1 vit drottning · b1 vit springare · c1 vit löpare · d1 vit springare · e1 vit torn · f1 vit löpare · g1 vit kung · h1 vit torn | a8 svart drottning · b8 svart springare · c8 svart löpare · d8 svart springare · e8 svart torn · f8 svart löpare · g8 svart kung · h8 svart torn · a7 svart bonde · b7 svart bonde · c7 svart bonde · d7 svart bonde · e7 svart bonde · f7 svart bonde · g7 svart bonde · h7 svart bonde · a2 vit bonde · b2 vit bonde · c2 vit bonde · d2 vit bonde · e2 vit bonde · f2 vit bonde · g2 vit bonde · h2 vit bonde · a1 vit drottning · b1 vit springare · c1 vit löpare · d1 vit springare · e1 vit torn · f1 vit löpare · g1 vit kung · h1 vit torn | a8 svart drottning · b8 svart springare · c8 svart löpare · d8 svart springare · e8 svart torn · f8 svart löpare · g8 svart kung · h8 svart torn · a7 svart bonde · b7 svart bonde · c7 svart bonde · d7 svart bonde · e7 svart bonde · f7 svart bonde · g7 svart bonde · h7 svart bonde · a2 vit bonde · b2 vit bonde · c2 vit bonde · d2 vit bonde · e2 vit bonde · f2 vit bonde · g2 vit bonde · h2 vit bonde · a1 vit drottning · b1 vit springare · c1 vit löpare · d1 vit springare · e1 vit torn · f1 vit löpare · g1 vit kung · h1 vit torn | a8 svart drottning · b8 svart springare · c8 svart löpare · d8 svart springare · e8 svart torn · f8 svart löpare · g8 svart kung · h8 svart torn · a7 svart bonde · b7 svart bonde · c7 svart bonde · d7 svart bonde · e7 svart bonde · f7 svart bonde · g7 svart bonde · h7 svart bonde · a2 vit bonde · b2 vit bonde · c2 vit bonde · d2 vit bonde · e2 vit bonde · f2 vit bonde · g2 vit bonde · h2 vit bonde · a1 vit drottning · b1 vit springare · c1 vit löpare · d1 vit springare · e1 vit torn · f1 vit löpare · g1 vit kung · h1 vit torn | a8 svart drottning · b8 svart springare · c8 svart löpare · d8 svart springare · e8 svart torn · f8 svart löpare · g8 svart kung · h8 svart torn · a7 svart bonde · b7 svart bonde · c7 svart bonde · d7 svart bonde · e7 svart bonde · f7 svart bonde · g7 svart bonde · h7 svart bonde · a2 vit bonde · b2 vit bonde · c2 vit bonde · d2 vit bonde · e2 vit bonde · f2 vit bonde · g2 vit bonde · h2 vit bonde · a1 vit drottning · b1 vit springare · c1 vit löpare · d1 vit springare · e1 vit torn · f1 vit löpare · g1 vit kung · h1 vit torn | a8 svart drottning · b8 svart springare · c8 svart löpare · d8 svart springare · e8 svart torn · f8 svart löpare · g8 svart kung · h8 svart torn · a7 svart bonde · b7 svart bonde · c7 svart bonde · d7 svart bonde · e7 svart bonde · f7 svart bonde · g7 svart bonde · h7 svart bonde · a2 vit bonde · b2 vit bonde · c2 vit bonde · d2 vit bonde · e2 vit bonde · f2 vit bonde · g2 vit bonde · h2 vit bonde · a1 vit drottning · b1 vit springare · c1 vit löpare · d1 vit springare · e1 vit torn · f1 vit löpare · g1 vit kung · h1 vit torn | a8 svart drottning · b8 svart springare · c8 svart löpare · d8 svart springare · e8 svart torn · f8 svart löpare · g8 svart kung · h8 svart torn · a7 svart bonde · b7 svart bonde · c7 svart bonde · d7 svart bonde · e7 svart bonde · f7 svart bonde · g7 svart bonde · h7 svart bonde · a2 vit bonde · b2 vit bonde · c2 vit bonde · d2 vit bonde · e2 vit bonde · f2 vit bonde · g2 vit bonde · h2 vit bonde · a1 vit drottning · b1 vit springare · c1 vit löpare · d1 vit springare · e1 vit torn · f1 vit löpare · g1 vit kung · h1 vit torn | a8 svart drottning · b8 svart springare · c8 svart löpare · d8 svart springare · e8 svart torn · f8 svart löpare · g8 svart kung · h8 svart torn · a7 svart bonde · b7 svart bonde · c7 svart bonde · d7 svart bonde · e7 svart bonde · f7 svart bonde · g7 svart bonde · h7 svart bonde · a2 vit bonde · b2 vit bonde · c2 vit bonde · d2 vit bonde · e2 vit bonde · f2 vit bonde · g2 vit bonde · h2 vit bonde · a1 vit drottning · b1 vit springare · c1 vit löpare · d1 vit springare · e1 vit torn · f1 vit löpare · g1 vit kung · h1 vit torn | 1 |
|   | a | b | c | d | e | f | g | h |   |

Begynnelsen av spelet särskiljer varianten från vanligt schack. Samtliga pjäser utom bönderna ställs upp i en slumpmässigt utvald startposition. Löparna måste dock vara olikfärgade och kungen måste hamna mellan två torn. Svarts pjäsuppställning är alltid en spegelbild av vits.
Det finns totalt 960 möjliga startpositioner, varav vanligt schack är en av dem. Det är lika stor sannolikhet att vilken som helst av dessa väljs. Startpositionen genereras vanligtvis av en schackdator. Valet av startposition är egentligen ekvivalent med att slumpmässigt välja ett heltal mellan 1 och 960.
Samtliga utgångsställningar har en viss kod. Exempelvis har startpositionen för vanligt schack koden 54.
Trots att startpositionen är slumpmässig, förekommer inget inslag av tur i spelet.

## Rockad
Rockad i schack960 följer ungefär samma regler som i vanligt schack, bortsett från att kungen och tornen kan stå på annorlunda rutor innan rockaden, eftersom startpositionen är slumpmässig. Efter rockad förflyttas dock kungen och tornet i fråga till samma rutor som i vanligt schack. Detta vill säga att kungen respektive tornet förflyttas till c1 och d1 vid lång rockad samt g1 och f1 vid kort rockad; båda exemplen gäller för vit (svart förflyttar sina pjäser på motsvarande sätt på rad 8).
Märkliga exempel på rockad kan förekomma i schack960, även för vana schackspelare. Ett exempel på en sådan situation är en position där kungen och ett torn startar på rutorna b1 respektive a1. Vid lång rockad flyttas kungen till c1 och tornet till d1. Båda pjäserna flyttas alltså högerut. Detta kan jämföras med vanlig lång rockad, där kungen flyttar två steg åt vänster.
Observera att just detta drag, då både kungen flyttas från b1 till c1 och tornet från a1 till d1, måste betecknas med O-O-O i schacknotation. Draget Kc1 skulle innebära att endast kungen förflyttas, dock till samma ruta som tidigare. Det är särskilt viktigt att förstå skillnaden mellan dessa beteckningar vid användning av schack960-program.
Eftersom kungen måste stå mellan två torn i utgångsställningen, kan kungen endast starta på linjerna b till g. Om kungen startar på gränsfallen till rockadens slutposition (b-, d- och f-linjerna), måste kungadragen till b- respektive g-linjerna särskiljas från rockad, fastän kungen förflyttas till samma fält.
Tvetydigheten medför dock problem i schackprogram, eftersom en förflyttning av kungen kan innebära såväl att spelaren endast vill flytta kungen som att denne vill göra rockad. Detta kan lösas genom att skriva draget, men detta kräver att spelaren förstår algebraisk schacknotation. I övriga fall, då kungen förflyttas två eller fler rutor vid rockad, kan ett vanligt kungadrag inte blandas ihop med rockad.
Rockad i schack960 är asymmetrisk, likt vanligt schack. Detta innebär att kungens position efter lång respektive kort rockad inte befinner sig exakt lika långt från centrum. Startpositionen i schack960 är dock jämnt fördelad mellan sidorna, till skillnad från vanligt schack. Detta erhålls eftersom kungen (liksom övriga pjäser) kan starta på lika många fält på damflygeln som på kungsflygeln. Eftersom varje möjlig startposition har samma sannolikhet att inträffa, kommer pjäserna att lika ofta börja på en viss sida av brädet.
Detta har givit upphov till debatten om kungen ska förflyttas till c1, eller b1, som skulle vara den symmetriska motsvarigheten på damflygeln till rutan g1 på kungsflygeln. Enligt FIDE:s regler för schack960 ska kungen förflyttas till c1 vid lång rockad. Avsaknaden av konsensus har bidragit till skapandet av ett antal inofficiella schack960-varianter, såsom schack480, med andra regler för specialdraget rockad.

## Jämförelse med vanligt schack
Under äldre modern tid var vanligt schack ett mycket populärt sällskapsspel. Spelet har under senare tid blivit mycket expert- och tävlingsinriktat. Detta kan bero på den enorma mängden ny schackteori samt allt bättre schackprogram. Uppställningen i vanligt schack utgör endast en av de 960 möjliga begynnelsepositionerna i schack960. Detta gör att öppningsteori och programmens öppningsböcker spelar en betydligt mindre roll i Fischers slumpmässiga schack.

## Varianter
Det finns ett flertal schackvarianter som har liknande regler avseende valet av startposition.
- Schack480
- Schack256
- Hörnschack